# Dán Királyság
A Dán Királyság (dánul: Kongeriget Danmark vagy Danmarks Rige) három autonóm részből (az észak-európai Dániából, az Északi-Atlanti-óceánon található Feröerből, valamint az észak-amerikai Grönlandból) álló közösség, alkotmányos monarchia. Hegemón része Dánia, ahol a legfőbb törvényhozó, végrehajtó és bírói hatalom koncentrálódik. A három tagország kapcsolatát a Rigsfællesskabet kifejezéssel írják le. A feröeri autonómiatörvény szerint Feröer önálló nemzeti közösség a királyságon belül. A grönlandi autonómiatörvény nem tartalmaz ilyen meghatározást, de a grönlandi népet úgy írja le, mint amely a nemzetközi jog alapján önrendelkezési joggal rendelkezik.
A három közül csak Dánia tagja az Európai Uniónak.
| Ország        | Népesség  | Terület (km²) | Népsűrűség (fő/km²) |
| Dán Királyság | 5 626 011 | 2 220 093     | 2,5                 |
| Dánia         | 5 519 441 | 43 094        | 127                 |
| Feröer        | 49 006    | 1 399         | 34                  |
| Grönland      | 57 564    | 2 175 600     | 0,026               |

## Földrajz
Növényföldrajzi szempontból Dánia, Grönland és Feröer is az északi flórabirodalomhoz tartozik, és az arktikus, az atlantikus–európai, valamint a közép-európai flóraterület között oszlik meg.
A WWF felosztása szerint Dánia területe két ökorégióra osztható: az atlanti elegyes erdőkre és a balti elegyes erdőkre. Feröer a feröeri északi füves területekhez tartozik, míg Grönland területe a grönlandi magas sarkvidéki tundra és a grönlandi alacsony sarkvidéki tundra között oszlik meg.

## Történelem
A 8-11. században a vikingek felfedezték és betelepítették Shetlandet, Orkneyt, Feröert, Izlandot, Grönlandot és telepet próbáltak létrehozni Vínlandon is, amely valószínűleg az új-fundlandi L’Anse aux Meadows lehetett. Meghódították és benépesítették Anglia egy részét (Danelaw), Írországot és Normandiát is, valamint keleten megalapították a Kijevi Ruszt, ami az Orosz Cárság elődje volt. Kereskedelmi útvonalakat működtettek az északi Grönlandtól a déli Konstantinápolyig az orosz folyókon keresztül. 1536-ban, Dánia és Norvégia perszonáluniója révén jött létre Dánia–Norvégia.
A dán-norvég unió az 1814-es Kieli béke nyomán oszlott fel; az egykori norvég függőségek – Izland, Feröer és Grönland – dán fennhatóság alatt maradtak. Dánia irányította ezen kívül Dán Indiát (Tranquebar) 1620 és 1869 között, Dán Aranypartot (Ghána) 1658 és 1850 között, valamint Dán Nyugat-Indiát (Amerikai Virgin-szigetek) 1671 és 1917 között.
Izland 1874-ben autonómiát kapott, majd 1918-ban függetlenné vált, bár perszonálunióban maradt Dániával 1944-ig, amikor az izlandiak eltörölték a monarchiát. 1948-ban Feröer kapott autonómiát. A királyság 1973-ban Feröer nélkül belépett az Európai Gazdasági Közösségbe (ma Európai Unió), amelyből 1985-ben Grönland távozott (mindkét ország a halászati politika miatt választotta a kívülállást). Grönland 1979-ben kapott autonómiát, amelynek jelentős kibővítését 2009-ben népszavazáson hagyták jóvá a sziget lakói. A függetlenség lehetőségét is komolyan fontolóra veszik, ha a jövőben feltárt természeti kincsek ezt gazdaságilag kifizetődővé teszik.

## Államszervezet és közigazgatás

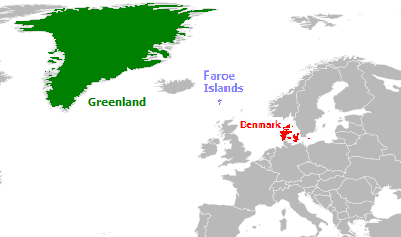
Dánia és függőségei

A dán törvényhozás a Folketing. 175 tagját Dániában választják az arányos többség elve alapján, valamint 2-2 tagot választanak Grönlandon és Feröeren. A parlamenti választásokat főszabály szerint négy évente tartják, de a miniszterelnök kiírhat időközi választásokat is a  négyéves periódus lejárta előtt.

## Fordítás
- Ez a szócikk részben vagy egészben az Kingdom of Denmark című angol Wikipédia-szócikk ezen változatának fordításán alapul.  Az eredeti cikk szerkesztőit annak laptörténete sorolja fel. Ez a jelzés csupán a megfogalmazás eredetét és a szerzői jogokat jelzi, nem szolgál a cikkben szereplő információk forrásmegjelöléseként.